# FC TVMK Tallinn
Maillots
Le FC TVMK Tallinn était un club estonien de football basé à Tallinn.

## Historique
- 1951 : fondation du club sous le nom de TVMK Tallinn
- 1992 : le club est renommé TVMV Tallinn
- 1995 : fondation du club sous le nom de Tevalte-Marlekor Tallinn
- 1996 : le club est renommé Marlekor Tallinn
- 1997 : le club est renommé TVMK Tallinn
- 2002 : 1re participation à une Coupe d'Europe (C3) (saison 2002/03)
- 2008 : à cause de difficultés financières, le club est défait

## Bilan sportif

### Palmarès
- Championnat d'Estonie (1) :
  - Champion : 2005.
- Coupe d'Estonie (2) :
  - Vainqueur : 2003 et 2006.
  - Finaliste : 2004, 2005.

### Bilan européen
Note : dans les résultats ci-dessous, le score du club est toujours donné en premier.
| Saison    | Compétition         | Tour           | Club             | Domicile | Extérieur | Total |
| --------- | ------------------- | -------------- | ---------------- | -------- | --------- | ----- |
| 2001      | Coupe Intertoto     | Premier tour   | Hapoel Haïfa     | 0 - 3    | 0 - 2     | 0 - 5 |
| 2002-2003 | Coupe UEFA          | Premier tour Q | Dinamo Tbilissi  | 0 - 1    | 1 - 4     | 1 - 5 |
| 2003-2004 | Coupe UEFA          | Premier tour Q | Odense BK        | 0 - 3    | 1 - 1     | 1 - 4 |
| 2004-2005 | Coupe UEFA          | Premier tour Q | ÍA Akranes       | 1 - 2    | 2 - 4     | 3 - 6 |
| 2005-2006 | Coupe UEFA          | Premier tour Q | MyPa             | 1 - 1    | 0 - 1     | 1 - 2 |
| 2006-2007 | Ligue des champions | Premier tour Q | FH Hafnarfjörður | 2 - 3    | 1 - 1     | 3 - 4 |
| 2007      | Coupe Intertoto     | Premier tour   | FC Honka         | 2 - 4    | 0 - 0     | 2 - 4 |
| 2008-2009 | Coupe UEFA          | Premier tour Q | FC Nordsjælland  | 0 - 3    | 0 - 5     | 0 - 8 |

Légende
- Victoire ou qualification pour le tour suivant
- Match nul
- Défaite ou élimination de la compétition